# Fußball-Europameisterschaft 1980/Griechenland
Dieser Artikel behandelt die griechische Nationalmannschaft bei der Fußball-Europameisterschaft 1980.

## Qualifikation
Abschlusstabelle Gruppe 6
| Pl. | Land         | Sp. | S | U | N | Tore    | Diff. | Punkte |
| --- | ------------ | --- | - | - | - | ------- | ----- | ------ |
| 1.  | Griechenland | 6   | 3 | 1 | 2 | 013:700 | +6    | 07:50  |
| 2.  | Ungarn       | 6   | 2 | 2 | 2 | 009:900 | ±0    | 06:60  |
| 3.  | Finnland     | 6   | 2 | 2 | 2 | 010:150 | −5    | 06:60  |
| 4.  | Sowjetunion  | 6   | 1 | 3 | 2 | 007:800 | −1    | 05:70  |

Spielergebnisse
| 24.05.1978 | Finnland     | – | Griechenland | 3:0 (1:0) |
| 20.09.1978 | UdSSR        | – | Griechenland | 2:0 (1:0) |
| 11.10.1978 | Griechenland | – | Finnland     | 8:1 (5:0) |

| 29.10.1978 | Griechenland | – | Ungarn       | 4:1 (0:0) |
| 02.05.1979 | Ungarn       | – | Griechenland | 0:0       |
| 12.09.1979 | Griechenland | – | UdSSR        | 1:0 (1:0) |

## Das griechische Aufgebot
| Nummer / Name | Nummer / Name            | damaliger Verein     | Geburtstag |
| Torhüter      | Torhüter                 | Torhüter             | Torhüter   |
| ------------- | ------------------------ | -------------------- | ---------- |
| 01            | Vasilios Konstantinou    | Panathinaikos Athen  | 19.11.1947 |
| 21            | Eleftherios Poupakis     | OFI Kreta            | 28.12.1946 |
| 22            | Stelios Papafloratos     | Aris Thessaloniki    | 27.01.1954 |
| Abwehr        |                          |                      |            |
| 02            | Ioannis Kirastas         | Olympiakos Piräus    | 25.10.1952 |
| 03            | Konstantinos Iosifidis   | PAOK Thessaloniki    | 14.01.1952 |
| 04            | Anthimos Kapsis          | Panathinaikos Athen  | 03.09.1950 |
| 05            | Georgios Firos           | Aris Thessaloniki    | 08.11.1950 |
| 12            | Ioannis Gounaris         | PAOK Thessaloniki    | 06.07.1952 |
| 17            | Petros Ravoussis         | AEK Athen            | 01.10.1954 |
| 18            | Pantelis Nikolaou        | AEK Athen            | 17.07.1949 |
| Mittelfeld    |                          |                      |            |
| 06            | Spyros Livathinos        | Panathinaikos Athen  | 08.01.1955 |
| 07            | Christos Terzanidis      | Panathinaikos Athen  | 13.02.1945 |
| 08            | Takis Nikoloudis         | Olympiakos Piräus    | 26.08.1951 |
| 11            | Ioannis Damanakis        | PAOK Thessaloniki    | 02.10.1952 |
| 14            | Georgios Koudas          | PAOK Thessaloniki    | 23.11.1946 |
| 16            | Konstantinos Kouis       | Aris Thessaloniki    | 05.06.1955 |
| Angriff       |                          |                      |            |
| 09            | Christos Ardizoglou      | AEK Athen            | 25.03.1953 |
| 10            | Maik Galakos             | Olympiakos Piräus    | 23.11.1951 |
| 13            | Charalambos Xanthopoulos | Iraklis Thessaloniki | 29.08.1956 |
| 15            | Thomas Mavros            | AEK Athen            | 31.03.1954 |
| 19            | Georgios Kostikos        | PAOK Thessaloniki    | 26.04.1958 |
| 20            | Nikolaos Anastopoulos    | Panionios Athen      | 22.01.1958 |
| Trainer       |                          |                      |            |
|               | Alketas Panagoulias      |                      |            |

## Endrunde
Gruppe 1
| Pl.                                                                                           | Land             | Sp. | S | U | N | Tore    | Diff. | Punkte |
| --------------------------------------------------------------------------------------------- | ---------------- | --- | - | - | - | ------- | ----- | ------ |
| 1.                                                                                            | BR Deutschland   | 3   | 2 | 1 | 0 | 004:200 | +2    | 05:10  |
| 2.                                                                                            | Tschechoslowakei | 3   | 1 | 1 | 1 | 004:300 | +1    | 03:30  |
| 3.                                                                                            | Niederlande      | 3   | 1 | 1 | 1 | 004:400 | ±0    | 03:30  |
| 4.                                                                                            | Griechenland     | 3   | 0 | 1 | 2 | 001:400 | −3    | 01:50  |
| Für die Platzierung 2 und 3 ist die bessere Tordifferenz aus allen Gruppenspielen maßgeblich. |                  |     |   |   |   |         |       |        |

|                                            |   |              |           |
| 11. Juni 1980 in Neapel (Stadio San Paolo) |   |              |           |
| Griechenland                               | – | Niederlande  | 0:1 (0:0) |
| 14. Juni 1980 in Rom (Stadio Olimpico)     |   |              |           |
| Tschechoslowakei                           | – | Griechenland | 3:1 (2:1) |
| 17. Juni 1980 in Turin (Stadio Comunale)   |   |              |           |
| BR Deutschland                             | – | Griechenland | 0:0       |

Im ersten Gruppenspiel hatten es die Griechen mit den Niederlanden zu tun. Nach einem Elfmetertor von Kist in der 65. Minute konnten die Griechen nicht mehr zusetzen und verloren das Spiel. Das zweite Gruppenspiel gegen die Tschechoslowakei ging ebenfalls verloren. Trotz des kurzzeitigen Ausgleichs zum 1:1 durch Anastopoulos verloren die Griechen durch Tore von Vizek und Nehoda mit 1:3. Im dritten Gruppenspiel, schon fix ausgeschieden, konnten sich die Südeuropäer noch über ein Unentschieden gegen den späteren Europameister Deutschland freuen.

## Griechische Torschützen
|   | Name                  | Verein          | Tore |
| - | --------------------- | --------------- | ---- |
| 1 | Nikolaos Anastopoulos | Panionios Athen | 1    |